# Byraganapalli, Srinivaspur
Byraganapalli là một làng thuộc tehsil Srinivaspur, huyện Kolar, bang Karnataka, Ấn Độ.